# قسم بربرود الشرقي الريفي (مقاطعة أليغودرز)
قسم بربرود الشرقي الریفي (بالفارسية: دهستان بربرود شرقی) هي قسم تقع في إيران في قسم. يقدر عدد سكانها بـ 9,539 نسمة .